# أنطونيا باربر
أنطونيا باربر (بالإنجليزية: Antonia Barber)‏ هي كاتِبة بريطانية، ولدت في 1932.

## وصلات خارجية
- أنطونيا باربر على موقع IMDb (الإنجليزية)
- أنطونيا باربر على موقع قاعدة بيانات الفيلم (الإنجليزية)